# Crotaphytus insularis
Crotaphytus insularis är en ödleart som beskrevs av  V.M. Van DENBURGH och SLEVIN 1921. Crotaphytus insularis ingår i släktet Crotaphytus och familjen Crotaphytidae. IUCN kategoriserar arten globalt som livskraftig.

## Underarter
Arten delas in i följande underarter:
- C. i. bicinctores
- C. i. insularis